# Jordi Sabaté i Pons
Jordi Sabaté i Pons   (Barcelona, 24 de gener de 1984) és un activista pels drets de les persones amb ELA.
Nascut a Barcelona, amb 24 anys va crear una empresa de publicitat. Quan tenia 30 anys va començar a patir els símptomes de la malaltia, quan va començar a perdre força en un braç i una cama. Tres anys després, després de visitar múltiples metges, li van diagnosticar ELA. La seva parella, amb qui mantenia una relació d'onze anys, el va deixar i va tancar l'empresa. El 2020 es va casar amb Lucía i ho va fer públic mesos després a les xarxes socials. El mateix any va obrir un canal de Youtube i va començar a fer un intens activisme en favor de les persones amb ELA, amb continguts diversos que inclouen entrevistes, humor, reflexions i propostes d'accions en pro dels drets de les persones amb ELA. Va ser molt crític amb tots els partits polítics durant diversos anys. Va ser un dels principals impulsors en reivindicar la necessitat de la Llei ELA, que es va aprobar el 31 d'octubre del 2024. El 2024 va rebre la Creu de Sant Jordi.